# HSC Villum Clausen

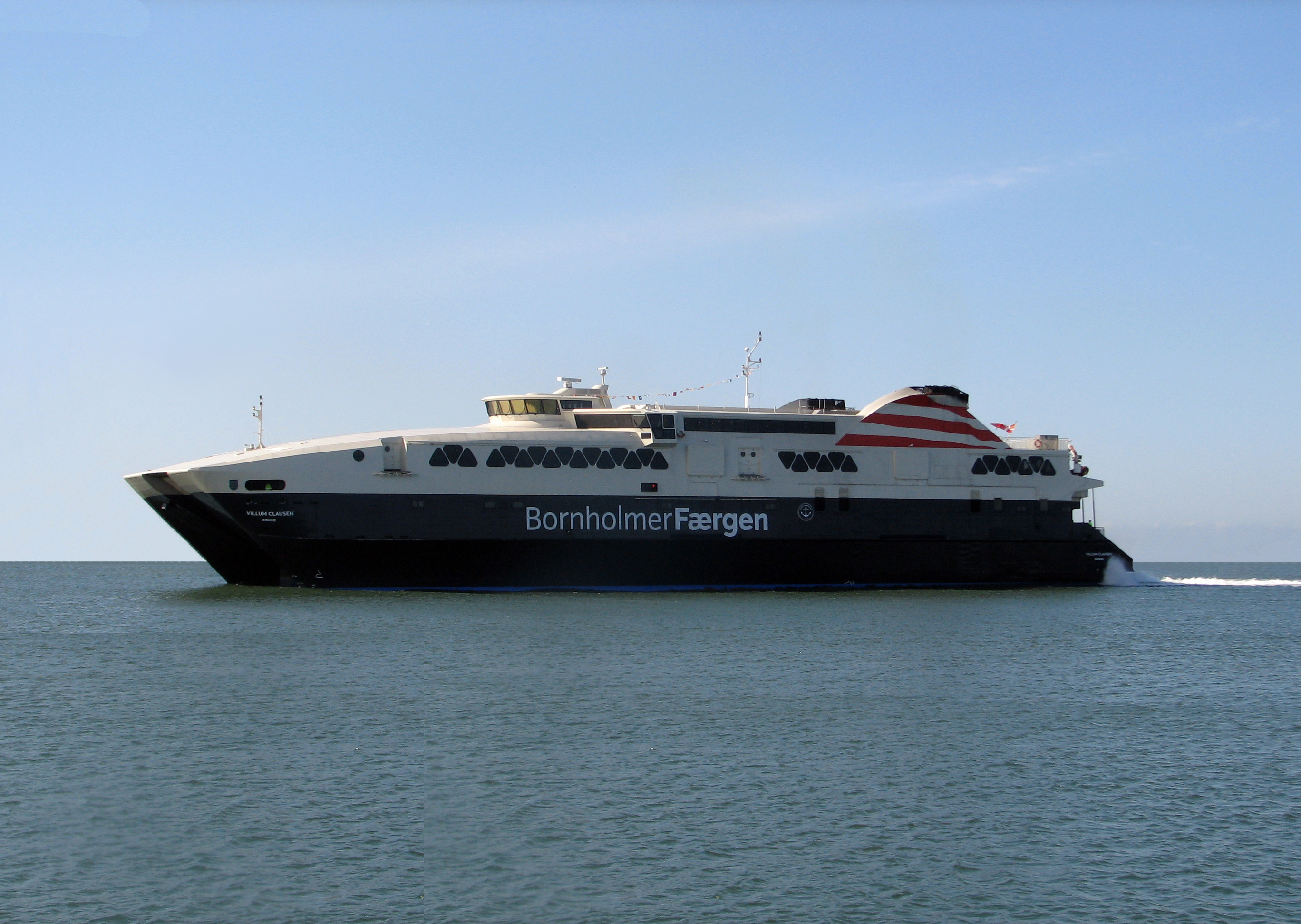
Villum Clausen i Rönne (2011).

HSC Villum Clausen är en snabbfärja, som är byggd av Austal Ships i Fremantle, Australien år 2000 och som till och med augusti 2018 trafikerade linjen Ystad-Rönne för rederiet Bornholmerfærgen. 
Färjan övertogs i september 2018 av det grekiska rederiet Seajets för trafik i Grekland.

## Fakta om fartyget
Fartyget kan ta ca 1 037 passagerare, 186 bilar, eller 10 bussar och 144 bilar. Med en marschfart på 41 knop (max 51) tar det 1 timme 10 minuter för färjan att färdas från Ystad till Rönne.
Skeppet har fyra däck varav två är bildäck. Det har inga hytter.
Fartyget är uppkallat efter Villum Clausen, en av de män som revolterade mot svenskarna på Bornholm 1658.

## Systerfartyg
M/S Villum Clausen har sex systerfartyg:
- Carmen Ernestina
- Jonathan Swift
- Lilia Conception
- Spirit of Ontario I
- Turgut Özal
- Adnan Menderes